# Synargis abaris
Synargis abaris is een vlindersoort uit de familie van de prachtvlinders (Riodinidae), onderfamilie Riodininae.
Synargis abaris werd in 1776 beschreven door Cramer.